# Лямблии
Ля́мблии, или гиа́рдии, или жиа́рдии (лат. Giardia) — род жгутиковых экскават из отряда дипломонад (Diplomonadida). Паразитируют в тонком кишечнике человека и многих других млекопитающих, а также птиц.
Один из видов этого рода — кишечная лямблия (Giardia intestinalis) (синонимы — Giardia lamblia и Giardia duodenalis) — возбудители лямблиоза человека. Лямблии были впервые описаны голландским микроскопистом Антони ван Левенгуком в 1681 году. Род назван в честь французского зоолога Альфреда Матье Жиара.

## Строение и биология
Лямблии, как и другие дипломонады, имеют два ядра и двойной набор органелл — две пары жгутиков и два медиальных тела. Само тело имеет грушевидную форму: передний конец расширен и закруглён, задний — сужен и заострён. Для этого рода характерен сложно устроенный прикрепительный диск, а также полное отсутствие цитостома. Размеры тела от 10 до 18 мкм. Способны образовывать цисты. Зрелые цисты имеют овальную форму и 4 ядра.Через середину тела проходят две опорные нити — аксостили, около которых расположено парабазальное тельце. Лямблии — анаэробы. Считалось, что у них отсутствуют как митохондрии, так и аппараты Гольджи. Однако теперь известно, что они обладают сложной эндомембранной системой, а также у них обнаружены рудиментарные митохондрии — митосомы, имеющие двойную мембрану и снабжаемые белками тем же способом, что и митохондрии. 

## Жизненный цикл
Размножаются в активном состоянии (на стадии трофозоита) путём продольного деления надвое. Во внешнюю среду с фекалиями хозяина попадают как трофозоиты, так и образующиеся в кишечнике цисты. Выживают во внешней среде только цисты, попадающие в организм новых хозяев фекально-оральным путём (с зараженной водой или пищей).

## Среда обитания
Лямблии паразитируют в организме человека, кошек, собак, мышевидных грызунов. Желудочный сок не может повлиять на живую особь. В организме человека лямблии существуют в двух формах. В виде вегетативной формы они находятся преимущественно в верхних отделах тонкой кишки, где лямблии питаются продуктами расщепления пищи, особенно углеводной (сладости и мучные изделия). При попадании в толстую кишку лямблии превращаются в цисты (споровая форма), которые с испражнениями выделяются во внешнюю среду. Цисты лямблий обнаруживаются в хлорированной воде из-под крана, в загрязнённых водоёмах.
По данным американского биолога  Роберта Данна, лямблия часто встречается в воде ниже по течению от бобровых плотин. Бобры заносят лямблию в воду — она часто на них паразитирует.